# Бжеже (Ополско войводство)
Вижте пояснителната страница за други значения на Бжеже.
Бжѐже (на полски: Brzezie) е село в южна Полша, Ополско войводство, Ополски окръг, община Велки Добжен. Според Полската статистическа служба към 31 декември 2009 г. има 248 жители.
В площ на селото намира се Електроцентрала Ополе.

## Местоположение
Селото се намира в географския макрорегион Силезка равнина, който е част от Централноевропейската равнина. Разположено на 0,5 km източно от общинския център Велки Добжен.